# Björn Nyman
Björn Olof Waldemar Nyman, född 15 mars 1927 i Helsingfors, död 7 november 2018 i Vanda, var en finländsk målare. 
Nyman studerade 1949 vid Vasa konstförenings ritskola och höll sin första separatutställning 1971. Han är mest känd och uppskattad för sina extremt realistiska stilleben, porträtt samt även abstrakta kompositioner. Han har målat porträtt som hänger i offentliga lokaler, bland annat Tammerforshuset och Tammerfors stadshus.